# Aleksandr Jakowlew (działacz komunistyczny)
Aleksandr Iwanowicz Jakowlew (ros. Александр Иванович Яковлев, ur. 1911, zm. ?) – radziecki działacz partyjny i państwowy.

## Życiorys
Ukończył Azerbejdżański Instytut Industrialny, był kierownikiem wiertni i zastępcą głównego mechanika biura wiercenia, 1939 został członkiem WKP(b). Od 1940 był funkcjonariuszem partyjnym, 1942-1946 kierownikiem Wydziału Kadr Przemysłu Naftowego Zarządu Kadr KC WKP(b), a 1946-1948 inspektorem tego wydziału, 1948-1949 był inspektorem Wydziału Przemysłu Ciężkiego KC WKP(b). W latach 1949–1952 był sekretarzem Komitetu Obwodowego WKP(b) w Groznym, od 1952 do lutego 1953 kontrolerem odpowiedzialnym Komitetu Kontroli Partyjnej przy KC KPZR, od lutego do 24 kwietnia 1953 II sekretarzem Komitetu Obwodowego KPZR w Bugulmie, potem ponownie kontrolerem odpowiedzialnym Komitetu Kontroli Partyjnej przy KC KPZR. W 1953 pracował jako instruktor Wydziału Organów Partyjnych, Związkowych i Komsomolskich KC KPZR, od 1953 do grudnia 1955 zajmował stanowisko II sekretarza, a od grudnia 1955 do 24 listopada 1956 I sekretarza Komitetu Obwodowego KPZR w Groznym, od 25 lutego 1956 do 17 października 1961 był członkiem Centralnej Komisji Rewizyjnej KPZR. Od 24 listopada 1956 do stycznia 1959 pełnił funkcję I sekretarza Czeczeńsko-Inguskiego Komitetu Obwodowego KPZR, 1959-1967 inspektora KC KPZR, później zastępcy ministra przemysłu medycznego ZSRR. Był deputowanym do Rady Najwyższej ZSRR 5 kadencji.